# Paraclius luculentus
Paraclius luculentus är en tvåvingeart som beskrevs av Octave Parent 1932. Paraclius luculentus ingår i släktet Paraclius och familjen styltflugor. Inga underarter finns listade i Catalogue of Life.